# کاجو پایین
۳۲°۲۴′۴۶″ شمالی ۵۹°۰۷′۳۳″ شرقی / ۳۲٫۴۱۲۷۸°شمالی ۵۹٫۱۲۵۸۳°شرقی
کاجو پایین یک روستا در ایران است که در دهستان جلگه ماژان شهرستان خوسف واقع شده‌است. کاجو پایین ۳۶ نفر (۱۳۸۵) جمعیت دارد.